# Фолксваген т-крос
Фолксваген т-крос градски је кросовер који производи немачка фабрика аутомобила Фолксваген од 2018. године.

## Историјат
Т-крос је први пут представљен у формату кросовер пола на салону аутомобила у Женеви марта 2016. године, као концептни аутомобил VW T-Cross Breeze. Ово возило је, за разлику од производне верзије, било пројектовано као четворосед кабриолет са платненим кровом. Производно возило званично је представљено 25. октобра 2018. године у Амстердаму, Шангају и Сао Паулу. На тржиште је стигао у априлу 2019. године. Аутомобил је позициониран испод т-рока, што га чини најмањим Фолксвагеновим СУВ моделом.
За европско тржиште производи се у Шпанији. Поред тога, модел се производи и у Кини и Бразилу, са модификованом дужином од 4,20 метра и већим међуосовинским растојањем од 2,65 метра, у односу на европски модел. Ови модели такође имају нека различита дизајнерска решења у односу на варијанту која се продаје у Европи. За индијско тржиште зове се тајгун.

### Опрема
Заснован је на MQB А0 платформи, као поло. Механичку основу дели са другим моделима из групације, Сеат ароном и Шкодом камик. У односу на поло, т-крос је дужи за 55 мм, док им је међуосовинско растојање исто и већи је за 138 мм, мада и позиција седења напред и позади је доста виша него код пола. Пртљажни простор има запремину од 385 до 455 литара, у зависности од тога да ли су задња седишта клизно померена унапред, са максималним ходом од 14 цм. За европско тржиште постоје четири пакета опреме: најмањи је T-Cross, затим Life, Style и највећи пакет опреме R-Line. У Бразилу се нуде три пакета опреме: T-Cross, Comfortline и Highline.
На европским тестовима судара 2019. године, т-крос је добио максималних пет звездица за безбедност.

## Мотори
У зависности од тржишта, доступан је са моторима; у Кини 1.5 атмосферски бензинац од 113 КС и 1.4 TSI од 150 КС.
За европско тржише мотори су слични као код камика.
| Ознака  | Цилиндри/ вентили | Снага           | Максимални обртни момент | Мењачи              | Потрошња       | Максимална брзина | Убрзање (0–100 km/h) |
| Бензин  | Бензин            | Бензин          | Бензин                   | Бензин              | Бензин         | Бензин            | Бензин               |
| ------- | ----------------- | --------------- | ------------------------ | ------------------- | -------------- | ----------------- | -------------------- |
| 1.0 TSI | 3/12              | 70 kW / 95 КС   | 175 Nm                   | 5 мануелни          | 5,1 l / 100 km | 181 km/h          | 11,1 сек.            |
| 1.0 TSI | 3/12              | 85 kW / 114 КС  | 200 Nm                   | 6 мануел. / 7 аутмт | 5,1 l / 100 km | 194 km/h          | 9,9 сек.             |
| 1.5 TSI | 4/16              | 110 kW / 148 КС | 250 Nm                   | 6 мануел. / 7 аутмт | 5,1 l / 100 km | 213 km/h          | 8,3 сек.             |
| Дизел   |                   |                 |                          |                     |                |                   |                      |
| 1.6 TDI | 4/16              | 70 kW / 95 КС   | 250 Nm                   | 6 мануел. / 7 аутмт | 4,2 l / 100 km | 180 km/h          | 12,5 сек.            |

## Галерија
- Предњи део
- Задњи део
- Унутрашњост
- Т-крос у Кини